# Quartirolo Lombardo
Le quartirolo lombardo (en Lombard : Quartiroeul Lombard) est un fromage italien de table à pâte molle, réalisé à partir de lait de vache. Il est produit dans la région Lombardie. Il bénéficie d'une appellation d'origine protégée à l'échelle européenne.
Ce fromage s'apparente à la famille des stracchini.
Le début de sa production remonterait au Xe siècle. Sa production était saisonnière : il était fabriqué à la fin de l'été avec le lait de vaches qui avaient mangé de l'erba quartirola (« l'herbe quatrième »), c'est-à-dire l'herbe qui avait repoussé après la troisième coupe. D'où son nom actuel. 

## Description
Il s'agit d'un fromage de forme parallélépipédique dont le poids doit varier entre 1,5 et 3,5 kg.
La croûte est fine et douce, est elle blanche lors du premier affinage puis de plus en plus rougeâtre selon l'affinage. La saveur, caractéristique, est légèrement acide. La matière grasse ne doit pas être inférieure à 30 % lorsqu'il est fait à partir de lait demi-écrémé.
Il est produit avec du lait de vache entier ou demi-écrémé issu de deux traites ou plus. La coagulation est réalisée avec de la présure de veau à une température d'environ 35-40 degrés, durant environ 25 minutes. 
La maturation a lieu à une température de 2-8°C et une humidité relative de 85-90% ; la période d' affinage dure de cinq à trente jours pour le Quartirolo de type tendre ; après trente jours, le produit est commercialisé sous le nom de « Lombard Quartirolo maturo ».